# Сенявский, Иероним Ярош
Иероним (Ярош) Сенявский (пол. Hieronim Sieniawski; 1519 — 1582) — польский шляхтич, староста галицкий и коломыйский с 1550 года, подкоморий каменецкий с 1550 года, каштелян каменецкий с 1569 года, воевода русский (1576—1582).

## Биография
Сын будущего гетмана великого коронного Николая Сенявского из рода Сенявских. Бо́льшую часть жизни, как и его братья был сторонником кальвинизма, в конце жизни под влиянием последней жены перешел в католицизм. Постоянно участвовал в военных действиях, воевал в хоругви своего отца в походе на Молдавию. Был гусарским ротмистром, каменецким каштеляном. Подписал Варшавскую конфедерацию в 1573 году. Участвовал в походе короля Стефана Батария на Русское государство и отличился при осаде Великих Лук в 1579—1580 гг (см. Русско-польская война (1577—1582)).
Владел в 1570 году Олешице. В 1576 году объявил Олешице городом.
Умер в 1582 году, похоронен в семейной часовне в Бережанах, надгробие изготовил скульптор Ян Пфистер.

## Семья
- Отец — Николай Сенявский (ок. 1489—1569)
- Мать — Катажина Кола (Колянка, Колы) умерла до 1544 года.

### Жены
- Эльжбета Радзивил (ум. ок. 1559);
- Анна Заславская с 1565 по 1568 гг;
- Анна Мацейовская (ум. 1573);
- Ядвига Тарло герба Топор, брак ок. 1574—1575 (дочь Яна Тарло).

### Дети
Только от последнего брака имел ребенка, дожившего до взрослого возраста — Адам Иероним Сенявский (1576—1619) — подчаший великий коронный.